# Alexandra Bøje
Alexandra Bøje (Horsens, 6 de diciembre de 1999) es una deportista danesa que compite en bádminton, en la modalidad de dobles mixto.
En los Juegos Europeos de Cracovia 2023 consiguió una medalla de bronce en la prueba de dobles mixto. Ganó dos medallas en el Campeonato Europeo de Bádminton, en los años 2021 y 2024.

## Palmarés internacional
| Juegos Europeos    | Juegos Europeos        | Juegos Europeos   | Juegos Europeos |
| Año                | Lugar                  | Medalla           | Prueba          |
| ------------------ | ---------------------- | ----------------- | --------------- |
| 2023               | Tarnów (Polonia)       | Medalla de bronce | Dobles mixto    |
| Campeonato Europeo |                        |                   |                 |
| Año                | Lugar                  | Medalla           | Prueba          |
| 2021               | Kiev (Ucrania)         | Medalla de bronce | Dobles mixto    |
| 2024               | Saarbrücken (Alemania) | Medalla de plata  | Dobles mixto    |